# Thaumasocerus diversicornis
Thaumasocerus diversicornis är en skalbaggsart som beskrevs av Leon Fairmaire 1899. Thaumasocerus diversicornis ingår i släktet Thaumasocerus och familjen långhorningar.
Artens utbredningsområde är Madagaskar. Inga underarter finns listade i Catalogue of Life.